# 松木祐三
松木 祐三（まつき ゆうぞう、1935年 - 2002年2月13日）は、日本の牧師。日本ホーリネス教団の牧師と東京聖書学院の教授を務めた。

## 経歴
1935年（昭和10年）、愛媛県に生まれる。母親は日本ホーリネス教団の熱心な教会員であった。教師をしていた父親は、後に教育に行き詰まり教会に行くようになる。
東京聖書学院卒業後に渡米し、ゴールデンゲイト神学校を卒業する。帰国後、東京都八王子市八幡町で福音伝道を開始。日本ホーリネス教団の教職として、八王子キリスト教会（八王子市散田町）の牧師、東京聖書学院教授、日本福音同盟神学委員長を務めた。
2002年（平成14年）2月13日、現職のまま急逝する。
なお、八王子キリスト教会の教会員には、忠実屋の2代目・高木吉友とその妻シン子がいた。創業者の高木国勝と妻の夏子もクリスチャンで、八幡町で開業した忠実屋の屋号は聖書の言葉に由来する。

## 著書
- 『新聖書注解』「ペテロの手紙第一」いのちのことば社、1972年
- 『ローマ人への手紙』
- 『コリント人への手紙第一』
- 『聖書日課　みことばに聴く』一粒社、1989年
- 共著『地に住み、誠実を』いのちのことば社、1996年